# Tolsteegsingel en omgeving

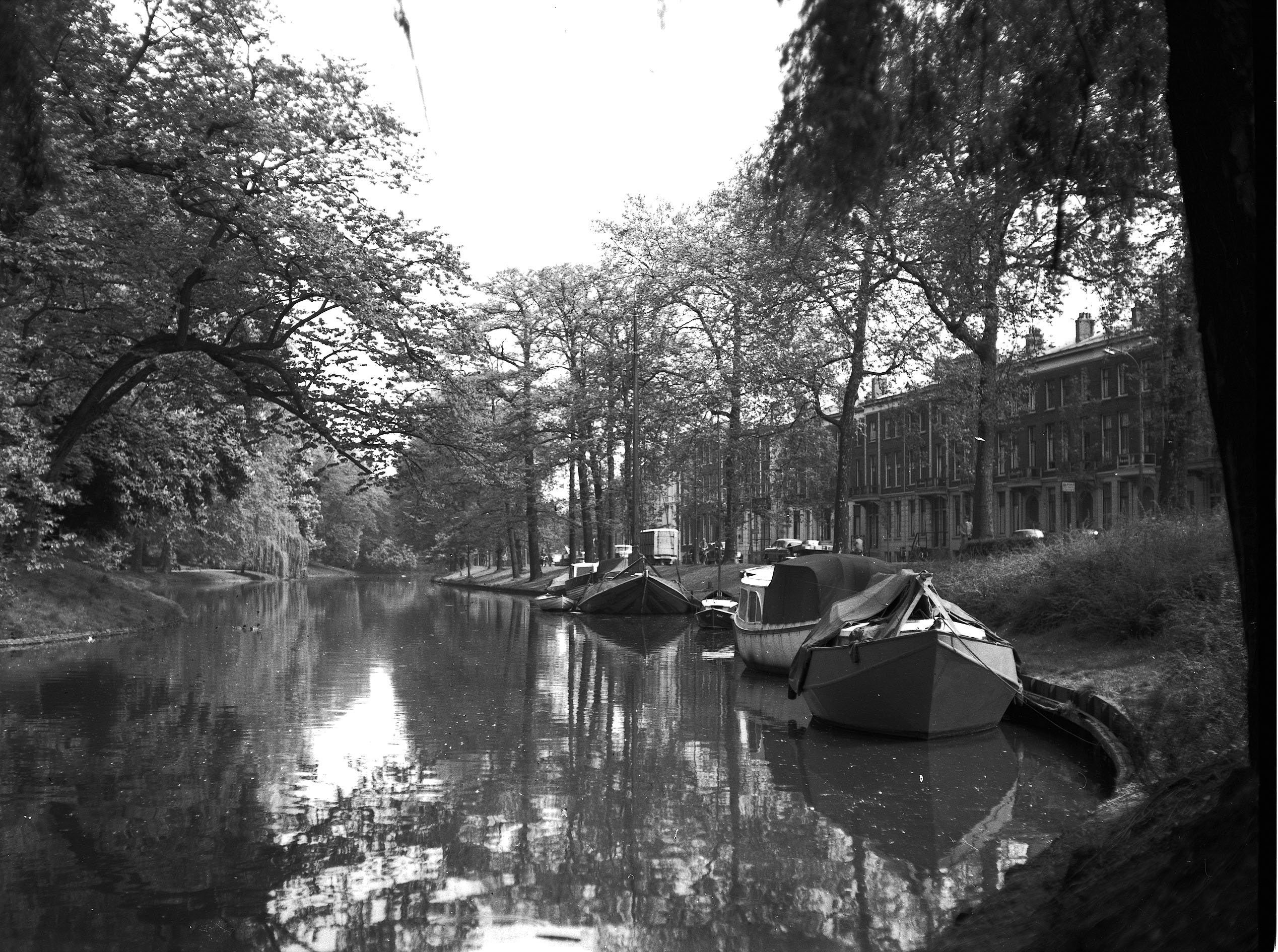
Tolsteegsingel

De Tolsteegsingel en omgeving is een buurt in de wijk Oost in Utrecht, de hoofdstad van de Nederlandse provincie Utrecht.

## Straten
In de naam van de buurt is de Tolsteegsingel de blikvanger, maar ook een deel van de Maliesingel en de straten erachter horen bij deze buurt.
Een alfabetisch lijstje:
- Abstederdijk (deels, gaat na het spoor over in de buurt Abstede)
- Abstederhof
- Looierstraat
- Maliesingel (deels, gaat verder in de buurt Buiten Wittevrouwen)
- Notebomenlaan (deels, gaat na het spoor over in de buurt Abstede)
- Tolsteegsingel

## Tolsteegsingel
De bebouwing aan de Tolsteegsingel lijkt op die van de andere twee singels: de Maliesingel en de Wittevrouwensingel. Ze grenzen alle drie aan de Stadsbuitengracht, de singelgracht om de historische binnenstad van Utrecht. De bebouwing is divers maar statig, hoog en rijk gedetailleerd. Het Hiëronymushuis werd als wees- en bejaardenhuis in 1874 gebouwd door Alfred Tepe en is in 2007 verbouwd tot appartementencomplex.
Abstede · Buiten Wittevrouwen · Galgenwaard · Lodewijk Napoleonplantsoen en omgeving · Maarschalkerweerd · Oosterbuurt · Oudwijk · Rijnsweerd · Rubenslaan en omgeving · Schildersbuurt · Sterrenwijk · Tolsteegsingel en omgeving · Utrecht Science Park · Watervogelbuurt · Wilhelminapark en omgeving